# کووالویتسه وووشچیانگسکیه
کووالویتسه وووشچیانگسکیه (به لهستانی:  Kowalewice Włościańskie) یک روستا در لهستان است که در گمینا شویرچه واقع شده‌است.